# 北海道道365号上芦別停車場線
北海道道365号上芦別停車場線（ほっかいどうどう365ごう かみあしべつていしゃじょうせん）は、北海道芦別市内を結ぶ一般道道（北海道道）である。

## 概要

### 路線データ
- 起点：北海道芦別市上芦別町（JR北海道 根室本線 上芦別駅・北海道道567号上芦別停車場野花南湖線交点）
- 終点：北海道芦別市上芦別町（国道38号交点）
- 路線延長：0.7km（実延長）

## 歴史
- 1961年（昭和36年）3月31日 路線認定[1]。

## 地理

### 通過する自治体
- 空知総合振興局
  - 芦別市

### 交差する道路
芦別市
- 北海道道567号上芦別停車場野花南湖線 - 上芦別町（起点）
- 国道38号 - 上芦別町（終点）

### 沿線にある施設など
芦別市
- JR北海道 根室本線 上芦別駅 - 上芦別町
- 上芦別郵便局 - 上芦別町520
- 芦別市立上芦別小学校 - 上芦別町79